# Équipe des Pays-Bas de football au Championnat d'Europe 1996
L'équipe des Pays-Bas de football participe à son 5e championnat d'Europe lors de l'édition 1996 qui se tient en Angleterre du 8 juin 1996 au 30 juin 1996. Les Néerlandais sont éliminés en quart de finale aux tirs au but par la France.

## Phase qualificative
La phase qualificative est composée de huit groupes. Les huit vainqueurs de poule, les six meilleurs deuxièmes et le vainqueur du barrage entre les deux moins bons deuxièmes se qualifient pour l'Euro 1996 et ils accompagnent l'Angleterre, qualifiée d'office en tant que pays organisateur.
Les Pays-Bas terminent 2e du groupe 5 et figurent parmi les deux moins bons deuxièmes. Ils disputent le barrage contre l'Irlande et gagnent par 2-0.
| Rang | Équipe      | Pts | J  | G | N | P | Bp | Bc | Diff |  | Résultats (▼ dom., ► ext.) |     |     |     |     |     |     |
| ---- | ----------- | --- | -- | - | - | - | -- | -- | ---- |  | -------------------------- | --- | --- | --- | --- | --- | --- |
| 1    | Tchéquie    | 21  | 10 | 6 | 3 | 1 | 21 | 6  | +15  |  | Tchéquie                   |     | 3-1 | 2-0 | 4-2 | 3-0 | 6-1 |
| 2    | Pays-Bas    | 20  | 10 | 6 | 2 | 2 | 23 | 5  | +18  |  | Pays-Bas                   | 0-0 |     | 3-0 | 1-0 | 5-0 | 4-0 |
| 3    | Norvège     | 20  | 10 | 6 | 2 | 2 | 17 | 7  | +10  |  | Norvège                    | 1-1 | 1-1 |     | 1-0 | 5-0 | 2-0 |
| 4    | Biélorussie | 11  | 10 | 3 | 2 | 5 | 8  | 13 | -5   |  | Biélorussie                | 0-2 | 1-0 | 0-4 |     | 2-0 | 1-1 |
| 5    | Luxembourg  | 10  | 10 | 3 | 1 | 6 | 3  | 21 | -18  |  | Luxembourg                 | 1-0 | 0-4 | 0-2 | 0-0 |     | 1-0 |
| 6    | Malte       | 2   | 10 | 0 | 2 | 8 | 2  | 22 | -20  |  | Malte                      | 0-0 | 0-4 | 0-1 | 0-2 | 0-1 |     |

| Équipe 1 | Résultat | Équipe 2             | Barrage |
| -------- | -------- | -------------------- | ------- |
| Pays-Bas | 2 - 0    | République d'Irlande | 2 - 0   |

## Phase finale

### Premier tour
| Groupe A |            |     |   |   |   |   |    |    |      |
|          | Équipe     | Pts | J | G | N | P | BP | BC | Diff |
| 1        | Angleterre | 7   | 3 | 2 | 1 | 0 | 7  | 2  | +5   |
| 2        | Pays-Bas   | 4   | 3 | 1 | 1 | 1 | 3  | 4  | -1   |
| 3        | Écosse     | 4   | 3 | 1 | 1 | 1 | 1  | 2  | -1   |
| 4        | Suisse     | 1   | 3 | 0 | 1 | 2 | 1  | 4  | -3   |

| 8 juin  | Angleterre | 1 | 1 | Suisse     |
| 10 juin | Pays-Bas   | 0 | 0 | Écosse     |
| 13 juin | Suisse     | 0 | 2 | Pays-Bas   |
| 15 juin | Écosse     | 0 | 2 | Angleterre |
| 18 juin | Écosse     | 1 | 0 | Suisse     |
| 18 juin | Pays-Bas   | 1 | 4 | Angleterre |

| 10 juin 1996                      | Pays-Bas  | 0 - 0 | Écosse | Villa Park, Birmingham                        |                                               |
| 16:30 · Historique des rencontres |           |       |        | Spectateurs : 34 363 Arbitrage : Leif Sundell | Spectateurs : 34 363 Arbitrage : Leif Sundell |
| 16:30 · Historique des rencontres | (Rapport) |       |        | Spectateurs : 34 363 Arbitrage : Leif Sundell | Spectateurs : 34 363 Arbitrage : Leif Sundell |

| 13 juin 1996                      | Suisse    | 0 - 2 | Pays-Bas                  | Villa Park, Birmingham                         |                                                |
| 19:30 · Historique des rencontres |           |       | Cruyff 66e · Bergkamp 79e | Spectateurs : 36 800 Arbitrage : Atanas Uzunov | Spectateurs : 36 800 Arbitrage : Atanas Uzunov |
| 19:30 · Historique des rencontres | (Rapport) |       |                           | Spectateurs : 36 800 Arbitrage : Atanas Uzunov | Spectateurs : 36 800 Arbitrage : Atanas Uzunov |

| 18 juin 1996                      | Pays-Bas     | 1 - 4 | Angleterre                                    | Wembley Stadium, Londres                      |                                               |
| 19:30 · Historique des rencontres | Kluivert 78e |       | Shearer 23e (pen.), 57e · Sheringham 51e, 62e | Spectateurs : 76 798 Arbitrage : Gerd Grabher | Spectateurs : 76 798 Arbitrage : Gerd Grabher |
| 19:30 · Historique des rencontres | (Rapport)    |       |                                               | Spectateurs : 76 798 Arbitrage : Gerd Grabher | Spectateurs : 76 798 Arbitrage : Gerd Grabher |

### Quart de finale
| 22 juin 1996                      | France                                           | 0 - 0 a. p.       | Pays-Bas                                            | Anfield, Liverpool                                   |                                                      |
| 18:30 · Historique des rencontres |                                                  |                   |                                                     | Spectateurs : 37 465 Arbitrage : Antonio López Nieto | Spectateurs : 37 465 Arbitrage : Antonio López Nieto |
| 18:30 · Historique des rencontres | (Rapport)                                        |                   |                                                     | Spectateurs : 37 465 Arbitrage : Antonio López Nieto | Spectateurs : 37 465 Arbitrage : Antonio López Nieto |
| 18:30 · Historique des rencontres | · Zidane · Djorkaeff · Lizarazu · Guérin · Blanc | Tirs au but 5 - 4 | · de Kock · R. de Boer · Kluivert · Seedorf · Blind | Spectateurs : 37 465 Arbitrage : Antonio López Nieto | Spectateurs : 37 465 Arbitrage : Antonio López Nieto |

## Effectif
Sélectionneur : Guus Hiddink
| No. | Pos.      | Joueur            | Date de naissance et âge | Sélec. | Club                  |
| --- | --------- | ----------------- | ------------------------ | ------ | --------------------- |
| 1   | Gardien   | Edwin van der Sar | 29 octobre 1970          | 7      | Ajax Amsterdam        |
| 2   | Défenseur | Michael Reiziger  | 3 mai 1973               | 8      | Ajax Amsterdam        |
| 3   | Défenseur | Danny Blind       | 1er août 1961            | 39     | Ajax Amsterdam        |
| 4   | Milieu    | Clarence Seedorf  | 1er avril 1976           | 11     | Sampdoria de Gênes    |
| 5   | Défenseur | Jaap Stam         | 17 juillet 1972          | 1      | PSV Eindhoven         |
| 6   | Milieu    | Ronald de Boer    | 15 mai 1970              | 24     | Ajax Amsterdam        |
| 7   | Attaquant | Gaston Taument    | 1er octobre 1970         | 13     | Feyenoord Rotterdam   |
| 8   | Milieu    | Edgar Davids      | 13 mars 1973             | 7      | Ajax Amsterdam        |
| 9   | Attaquant | Patrick Kluivert  | 1er juillet 1976         | 6      | Ajax Amsterdam        |
| 10  | Attaquant | Dennis Bergkamp   | 10 mai 1969              | 45     | Arsenal               |
| 11  | Attaquant | Peter Hoekstra    | 4 avril 1973             | 3      | Ajax Amsterdam        |
| 12  | Milieu    | Aron Winter       | 1er mars 1967            | 54     | Lazio de Rome         |
| 13  | Défenseur | Arthur Numan      | 14 décembre 1969         | 14     | PSV Eindhoven         |
| 14  | Milieu    | Richard Witschge  | 20 septembre 1969        | 25     | Girondins de Bordeaux |
| 15  | Défenseur | Winston Bogarde   | 22 octobre 1970          | 3      | Ajax Amsterdam        |
| 16  | Gardien   | Ed de Goey        | 20 décembre 1966         | 28     | Feyenoord Rotterdam   |
| 17  | Milieu    | Jordi Cruijff     | 9 février 1974           | 3      | FC Barcelone          |
| 18  | Défenseur | Johan de Kock     | 25 octobre 1964          | 8      | Roda JC               |
| 19  | Attaquant | Youri Mulder      | 23 mars 1969             | 7      | Schalke 04            |
| 20  | Milieu    | Phillip Cocu      | 29 octobre 1970          | 3      | PSV Eindhoven         |
| 21  | Gardien   | Ruud Hesp         | 31 octobre 1965          | 0      | Roda JC               |
| 22  | Défenseur | John Veldman      | 24 février 1968          | 1      | Sparta Rotterdam      |

- Jaap Stam est appelé en remplacement de Frank de Boer, blessé et initialement dans l'effectif.

## Navigation